# Aeroportul Internațional Jackson-Evers
Aeroportul Internațional Jackson-Evers (IATA: JAN, ICAO: KJAN, FAA LID: JAN) este un aeroport din Mississippi, Statele Unite ale Americii ce deservește zona Jackson. Aeroportul a fost tranzitat în 2019 de 1.098.014 pasageri. A fost deschis în 1963 și numit după zona deservită.
Situat la o altitudine de 105 m, aeroportul dispune de 2 piste.

## Infrastructură

### Piste
Aeroportul dispune de 2 piste. Pista 16L/34R are suprafața de asfalt și dimensiunile 8.500 picioare × 150 picioare. Pista 16R/34L are suprafața de asfalt și dimensiunile 8.500 picioare × 150 picioare. 